# Aharon Razin
Aharon Razin (6 avril 1935 – 27 mai 2019) est un biochimiste israélien.

## Biographie
Aharon Razin grandit à Petah Tikva. Il commence ses études universitaires à l'Université hébraïque de Jérusalem, se spécialisant en physique et en mathématiques. Il obtient sa maîtrise et son doctorat en biochimie et effectue un stage postdoctoral au California Institute of Technology. À son retour en Israël en 1971, il est maître de conférences, professeur associé et professeur titulaire de biochimie cellulaire et de génétique humaine à la Faculté de médecine de l'Université hébraïque.
En 1980, Razin est nommé chef du département de biochimie cellulaire de la faculté de médecine et chef de l'institut de biochimie. En 1988, il est titulaire de la chaire Dr Jacob Greenbaum des sciences médicales à l'Université hébraïque. Il est ensuite professeur émérite au Département de biologie du développement et de recherche sur le cancer de l’Institut de recherche médicale Israël-Canada (IMRIC).

## Recherches
Dans ses premières études, Razin examine le métabolisme des acides nucléiques et les défauts biochimiques chez les patients atteints de goutte et de favisme. Il étudie ensuite la mutation spécifique à l'aide d'une séquence d'ADN synthétisée chimiquement, la méthylation de l'ADN dans l'activité des gènes et la production de modèles de méthylation de gènes uniques dans le développement du fœtus.
En 2004, Razin reçoit le Prix Israël de biochimie,.
En 2008, il reçoit le prix Wolf de médecine, conjointement avec Howard Cedar, pour « leurs contributions fondamentales à notre compréhension du rôle de la méthylation de l'ADN dans le contrôle de l'expression des gènes ». Les travaux de Razin sur les changements chimiques dans la molécule d'ADN se concentrent sur le processus moléculaire qui active et désactive quelque 40 000 gènes dans le corps humain.
En 2009, Razin remporte le prix EMET pour l'art, la science et la culture. En 2011, il reçoit le prix Gairdner de la Fondation Gairdner, avec Howard Cedar et Adrian Peter Bird, pour leurs « découvertes pionnières sur la méthylation de l'ADN et son rôle dans l'expression des gènes ».
En 2016, il reçoit le Prix Louisa-Gross-Horwitz avec Howard Cedar et Gary Felsenfeld.